# Georg Gasser
Georg Gasser (* 23. April 1857 in Rentsch bei Bozen; † 2. Juni 1931 in Bozen) war ein Kunstmaler, Sammler und  Naturhistoriker.

## Leben

### Anfangsjahre als Maler
Georg, Sohn des Großgrundbesitzers und Ziegeleifabrikanten Alois Gasser, besuchte das Franziskanergymnasium in Bozen. Sein Lehrer Vinzenz Maria Gredler erkannte bald sein Talent für die Malerei.
Von Gredler angestachelt, beschloss Georg gegen den Wunsch seiner Eltern Künstler zu werden. Gredler war es auch, der Gasser für die Natur begeistern konnte. Sein in der Schulzeit gewecktes Interesse für Kunst und Natur sollte seinen weiteren Lebensweg wesentlich beeinflussen.
Seine künstlerische Begabung überzeugte schließlich auch seinen Vater und es gelang ihm, dass sein Vater ihm eine Lehre beim Maler Johann Hintner, einem Vertreter der spätnazarenischen Schule, finanzierte. Gasser überzeugte selbst Hintner bald von seinen künstlerischen Fähigkeiten, so dass er von ihm mit anspruchsvollen Arbeiten betraut wurde. Im Sommer 1877 arbeitete er mit Hintner und anderen an der Ausgestaltung der Schlosskirche im sächsischen Wechselburg.
Im gleichen Jahr noch bewarb er sich um die Aufnahme in die Akademie der Bildenden Künste in München, musste sich aber im Herbst 1877 zunächst mit der Aufnahme in die Kunstgewerbeschule in München begnügen. Erst ein Jahr später wurde er in der Akademie aufgenommen, die er je nach Quelle bis 1885 oder 1886 besuchte. Zu seinen Lehrern in München gehörte Wilhelm Leibl, der ihn, wie bereits Gredler, für die Schönheit der Natur begeistern konnte.
Im Anschluss daran begab er sich auf eine längere Studienreise durch Italien, die zugleich auch seine Hochzeitsreise war. Auf der zwischen 1887 und 1888 gemachten Reise, die den Spuren der italienischen Reise Goethes folgte, vollzog sich langsam seine Wende vom Maler zum Naturforscher. Aus seinen Tagebucheinträgen geht hervor, dass er sich zum Malen regelrecht zwingen musste und stattdessen geologische Exkursionen vorzog.

### Sammler und Museumskurator
Nach seiner Rückkehr nach Bozen widmete er sich immer weniger der Malerei. Stattdessen begann er eine leidenschaftliche Sammeltätigkeit. Er sammelte massenhaft Mineralien, Tierpräparate aller Art, Schmetterlinge, Insekten, Muscheln, Schnecken, Korallen sowie archäologische und ethnographische Stücke.
Zu Beginn seiner Sammeltätigkeit waren es vor allem exotische Stücke, die ihn interessierten. So gehörten zu seiner Sammlung eine 150 kg schwere Mördermuschel und eine zwei Meter große japanische Riesenkrabbe. In wenigen Jahren umfasste seine Sammlung über 25.000 Stücke, darunter allein 11.000 Mineralien.
1892 eröffnete Gasser in seinem Privathaus in der Spitalgasse in Bozen das erste naturhistorische Museum der Region. Das Museum war in drei bis an die Decke vollgestopften Räumen untergebracht und erregte sogleich die Aufmerksamkeit der Besucher. Sein Privatmuseum schaffte sogar den Eintrag in alle Tiroler Reiseführer der Zeit.
Gasser legte in seinem Museum sowohl Wert auf die Präsentation seiner Exponate als auch auf pädagogische Aspekte. Das dazu nötige Wissen eignete er sich als Autodidakt selbst an. Noch im Eröffnungsjahr schmiedete er Pläne zum Bau eines Museums auf einem eigenen Grundstück, das neben seiner Sammlung auch die städtischen Sammlungen aufnehmen sollte. Aber erst im Jahr 1900 sicherte Bürgermeister Julius Perathoner die Finanzierung eines städtischen Museums zu, das auch die Sammlung Gasser aufnehmen sollte.
Dank seines Privatmuseums nahm er eine gesellschaftliche Stellung und einen Bekanntheitsgrad ein, die ihm vormals als Maler verwehrt geblieben waren. Zu seiner Anerkennung trugen ab 1900 eine Reihe von populärwissenschaftlichen Vorträgen bei, insbesondere ab 1906 eine Vortragsreihe über das Wunder der Schöpfung. Seine Vorträge waren allgemein verständlich gehalten und zielten auf ein breites Publikum ab. In den Nachwehen des Kulturkampfs vermied Gasser es jedoch eindeutig Position zu beziehen.
1904 begann man mit der Verlagerung seiner Sammlung in das Stadtmuseum in Bozen, das ein Jahr später seine Pforten öffnete. Gasser erhielt nicht nur die größten und schönsten Ausstellungsräume, sondern wurde auch zum Kurator der naturwissenschaftlichen Abteilung ernannt. Zugleich verlagerte er seinen Sammelschwerpunkt immer mehr auf die Mineralogie und füllte im Laufe der Zeit 67 Vitrinen mit Mineralien aus. Daneben handelte er noch mit Mineralien und verkaufte in Übereinstimmung mit der Museumsleitung Dubletten aus der Sammlung. 1913 legte er sein angesammeltes Wissen über die Mineralien seiner Heimat Tirol in einem selbst finanzierten Buch nieder, das nicht nur das wissenschaftliche Hauptwerk Gassers darstellt, sondern nach wie vor zu den ausführlichsten Mineraltopographien über dieses Gebiet zählt.
Nach Ende des Ersten Weltkrieges und der Angliederung Südtirols an Italien änderte sich in der Folge auch die kulturelle und museale Situation in Südtirol, insbesondere nach der faschistischen Machtübernahme 1922. Im April 1931 teilte man Gasser während einer Sitzung des Stadtmuseums mit, dass man in Zukunft auf seine Sammlung verzichten wollte, obwohl er unter Mineraliensammlern immer noch als Vorbild galt. Von der Nachricht schwer getroffen, erlitt er noch während der Versammlung einen Schlaganfall, an dessen Folgen er wenig später starb.
Nach seinem Tod wurde die Sammlung Gasser 1934 aus dem Stadtmuseum ausgelagert und notdürftig von seiner Familie zwischengelagert. Etwa zwei Drittel wurde durch die nicht fachmännische Lagerung zerstört oder verkauft. Etwa 2500 Mineralien wurden von der Universität Padua aufgekauft. 1972 ging die restliche Sammlung als Schenkung in den Besitz der Autonomen Provinz Bozen – Südtirol über. Diese bildete 1992 den Anlass zur Gründung des Naturmuseums Südtirol, das 1997 eröffnet wurde und in dem Teile der Gasserschen Sammlung, vor allem seine Mineraliensammlung und die wissenschaftlich besonders bedeutsame Molluskensammlung ausgestellt sind.

## Veröffentlichungen
- Die Mineralien Tirols einschliesslich Vorarlbergs und der Hohen Tauern. Wagner’sche Universitäts-Buchhandlung, Innsbruck 1913. (Digitalisat)
- Das „Theißerkugel“-Vorkommen in Villnöß bei Klausen In: Der Schlern 3, 1922, S. 197–198. (Digitalisat)